# Plesiophrictus blatteri
Plesiophrictus blatteri é uma espécie de aranha pertencente à família Theraphosidae (tarântulas).